# Leena Krohn

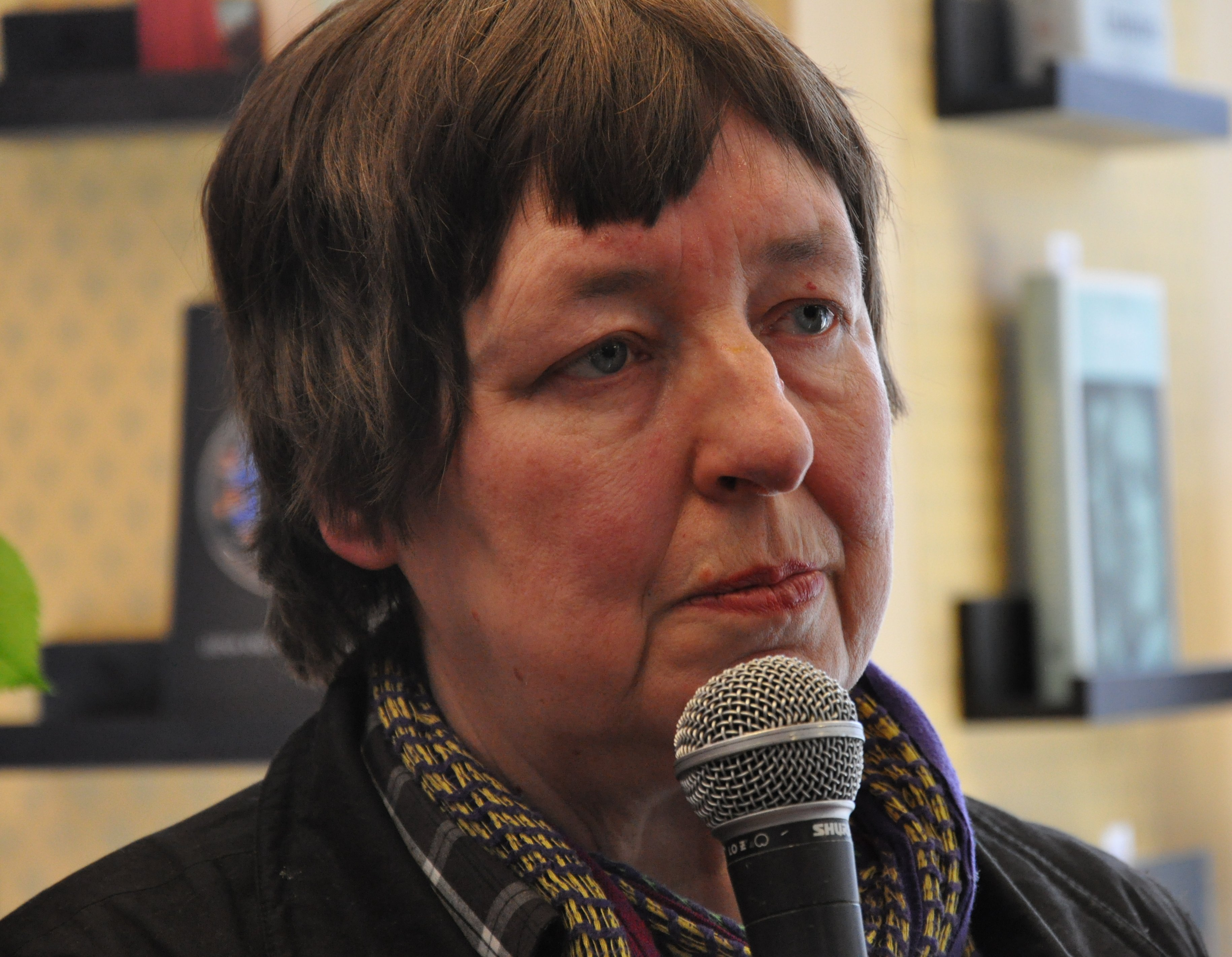
Leena Krohn (2009)

Leena Elisabeth Krohn  (* 28. Februar 1947 in Helsinki, Finnland) ist eine finnische Schriftstellerin.

## Leben
Leena Krohn stammt aus einer kulturschaffenden Familie. Sie ist die Tochter des Journalisten und Kunstkritikers Alf Krohn. Ihre jüngere Schwester Inari Krohn hat als Künstlerin und Grafikdesignerin mehrere ihrer Bücher illustriert. Ihr Cousins sind der Schriftsteller Aarni Krohn sowie der Medizinprofessor Kai Krohn, und ihre Cousinen sind die Schauspielerin Heidi Krohn und die Schriftstellerin Tiina Krohn. Außerdem ist ihr Sohn der Journalist Elias Krohn.
Nach ihrem Abitur im Jahr 1967 absolvierte Krohn 1976 ihr Studium der Philosophie, Psychologie, Literatur- und Kunstgeschichte an der Universität Helsinki. Bereits während dieser Zeit arbeitete sie als Journalistin und debütierte 1970 mit um Umweltfragen handelnden illustriertem Kinderbuch Vihreä vallankumous als Schriftstellerin. Für das Buch wurde sie im darauffolgenden Jahr mit dem Arvid-Lydecken-Preis ausgezeichnet. Nach mehreren weiteren veröffentlichten Werken gab sie 1981 ihren Beruf als Journalistin auf und lebt seitdem als freie Schriftstellerin. Seitdem veröffentlichte sie neben Essays, Kurzgeschichten und einigen Romanen hauptsächlich Kinder- und Jugendbuchliteratur. Ihre Werke wurden unter anderem mit dem Finlandia-Preis, Aleksis-Kivi-Preis, der Danke-für-das-Buch-Medaille und der Anni-Swan-Medaille ausgezeichnet und in mehrere Sprachen, darunter ins Englische, Schwedische, Estnische, Ungarische, Russische, Japanische, Lettische, Französische, Italienische, Polnische und ins Norwegisch übersetzt. In deutscher Sprache erschienen bisher ihr 1976 veröffentlichter Roman Ihmisen vaatteissa 2013 als Emil und der Pelikanmann und ihr 2006 veröffentlichter Roman Datura als Stechapfel, jeweils nach einer Übersetzung von Elina Kritzokat.
Einige ihrer Bücher wurden auch verfilmt. So erschien 2004 nach einer Inszenierung von Liisa Helminen und mit Kari Ketonen in der Hauptrolle der Familienfilm Pelikaanimies als Adaption ihres Romanes Emil und der Pelikanmann. Für den 2013 von Maria Ruotsala inszenierten Science-Fiction-Thriller Apeiron, mit Sampo Sarkola und Irina Björklund in den Hauptrollen, diente der 1990 erschienene Roman Umbra als Vorlage.

## Werke (Auswahl)
- Vihreä vallankumous (1970)

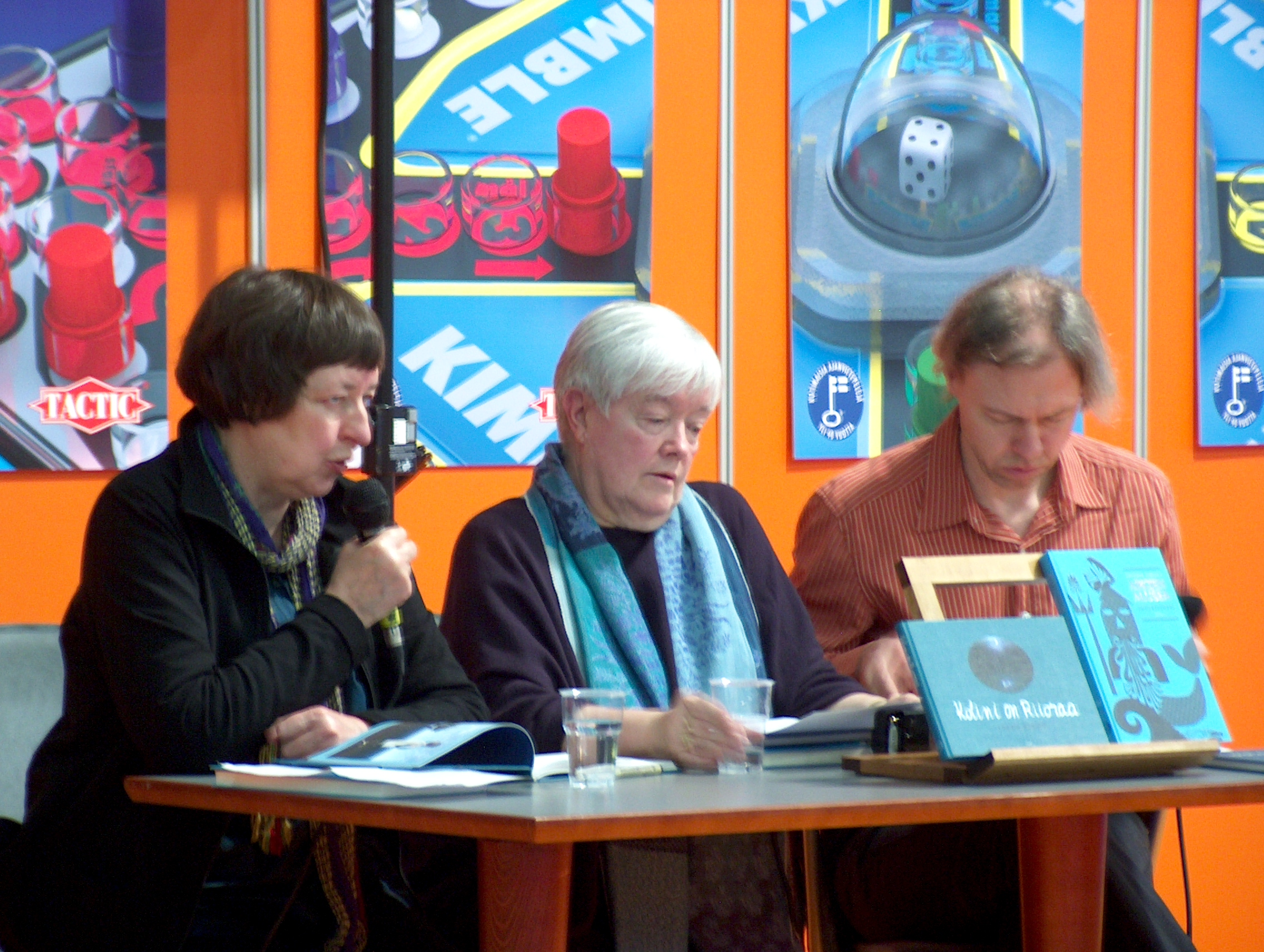
Krohn (links), gemeinsam mit Kaisa Neimala und Arto Kivimäki (2008)

- Tyttö joka kasvoi ja muita kertomuksia (1973)
- Viimeinen kesävieras. Kertomuksia ihmisten ilmoilta (1974)
- Kertomuksia (1976)
- Ihmisen vaatteissa. Kertomus kaupungilta (1976; Deutsch: Emil und der Pelikanmann, S. Fischer Verlag, Frankfurt/Main 2013, ISBN 978-3-596-85492-9)
- Suomalainen Mignon. Runoja ja lauluja vuosilta 1965–1977 (1977)
- Näkki: Kertomus vesirajasta (1979)
- Metsänpeitto (1980)
- Donna Quijote ja muita kaupunkilaisia: Muotokuvia (1983)
- Sydänpuu (1984)
- Tainaron. Postia toisesta kaupungista (1985)
- Oofirin kultaa (1987)
- Rapina ja muita papereita (1989)
- Umbra. Silmäys Paradoksien arkistoon (1990)
- Salaisuuksia (1992)
- Matemaattisia olioita tai jaettuja unia (1992)
- Tribar. Huomioita inhimillisestä ja ei-inhimillisestä (1993)
- Älä lue tätä kirjaa. Kertomuksia keskenkasvuisille (1994)
- Ettei etäisyys ikävöisi. 2 kertomusta (1995)
- Kynä ja kone. Ajattelua mahdollisesta ja mahdottomasta (1996)
- Pereat mundus (1998)
- Sfinksi vai robotti (1999)
- Mitä puut tekevät elokuussa. Seitsemän kertomusta keskenkasvuisille (2000)
- Datura tai harha jonka jokainen näkee (2001; Deutsch: Stechapfel, Blumenbar, München 2006, ISBN 978-3-936738-25-4)
- Kolme sokeaa miestä ja yksi näkevä. Nähdystä ja näkymättömästä, sanotusta ja sanomattomasta (2003)
- Unelmakuolema (2004)
- Mehiläispaviljonki (2006)
- Kotini on Riioraa (2008)
- Valeikkuna (2009)
- Auringon lapsia (2011)
- Hotel Sapiens (2013)
- Erehdys (2015)

## Auszeichnungen (Auswahl)
- Arvid-Lydecken-Preis 1971, 1975
- Anni-Swan-Medaille 1979 für Ihmisen vaatteissa
- Danke-für-das-Buch-Medaille 1986 für Tainaron
- Finlandia-Preis 1992 für Matemaattisia olioita tai jaettuja unia
- Topelius-Preis 1993
- Aleksis-Kivi-Preis 2013